# マッカーサー・パーク (曲)
「マッカーサー・パーク」（MacArthur Park）は、アメリカのシンガーソングライターであるジミー・ウェッブによって書かれた曲で、1968年にアイルランド出身の俳優・歌手、リチャード・ハリスが歌った最初のバージョンが全米2位・全英4位を記録。1978年にドナ・サマーが全米1位を記録したディスコバージョンなど、数多くのアーティストによってカバーされている。

## 概要
「マッカーサー・パーク」は、1967年の夏から秋にかけて当時21歳のジミー・ウェッブによって作詞・作曲された。
この曲は、1965年にウェッブが交際していたガールフレンドのスーザン・ホートンとの関係そして離別が題材になっている。ロサンゼルスのマッカーサー公園は、彼女が勤めていた会社の事務所の向かいにあり、二人がときどき昼食のために会い、ともに楽しい時間を過ごした場所だった。2014年10月のNewsdayのインタビューにおいて、ウェッブは次のように説明している。
1967年の秋、フィフス・ディメンションのセカンドアルバム『マジック・ガーデン』の制作に携わっていたウェッブは、当初「カンタータ（Cantata）」と呼んでいた本曲をアソシエイションに歌ってもらおうと、フィフス・ディメンションとアソシエイションのプロデューサーだったボーンズ・ハウに話を持ち掛けた。ハウはこの曲を気に入り、ウェッブはアソシエイションのメンバーの前でこの曲を披露したが、自分たちの書いた曲以外はレコーディングしたくないと考えていたメンバーたちによってこの提案は却下された。
その後、ロサンゼルスで開催されていたイベントでピアノを演奏していたウェッブは、映画『キャメロット』で主役のアーサー王を演じていたアイルランド出身の俳優リチャード・ハリスと出会う。二人は意気投合し、その際にハリスがウェッブに対してレコード制作の協力を依頼した。ウェッブはそのことを真剣に受け止めていなかったが、その数週間後、イギリスに帰国していたハリスから「ロンドンへ来てくれ。一緒にレコードを作ろう」という電報を受け取り、ウェッブはロンドンに向かうことになった。ロンドンでは、ハリスがどのような曲を歌いたいのか、ウェッブはハリスの前で自作の楽曲を次々とピアノで演奏してみせたものの、ハリスが気に入るものはなかった。困り果てたウェッブが最終的にハリスに提示した曲が「カンタータ」だった。この曲を聞いたハリスはピアノを叩き、「気に入った。この曲をヒットさせてみせる」と叫んだ。
帰国したウェッブは、ハリウッドのサウンド・レコーダーズ・スタジオにハル・ブレイン（ドラムス）をはじめとするレッキング・クルーのメンバーを集めてベーシックトラックのレコーディングを行った。ハープシコードの演奏はウェッブ自身によるものである。ハリスのボーカルはロンドンのスタジオで録音された。
「マッカーサー・パーク」というタイトルが付いたこの曲は、ポップスの楽曲といえば2～3分が標準だった時代に7分21秒という長さ、難解な歌詞、音楽的に複雑な構成、そしてハリスのボーカリストとしての実績がなかったため、レコード会社に売り込みにくい曲だった。実際、いくつかのレーベルに断わられている。最終的には、ダンヒル・レコードのルー・アドラーがシングルとアルバムの制作に同意し、「マッカーサー・パーク」はアルバムに先駆けて1968年4月にリリースされた。
全米チャートにおいて1968年5月11日付で79位に初登場し、6月22日付で最高2位を記録した（この週の1位は、ハーブ・アルパートの「ディス・ガイ」）。全英チャートでは最高4位（2週）を記録。翌1969年には第11回グラミー賞の最優秀アレンジメント・インストゥルメンタル・アンド・ボーカル賞を受賞した。
ジョージ・マーティンは、「マッカーサー・パーク」の影響でビートルズの「ヘイ・ジュード」は7分を超える作品になった、とウェッブに語っている。

## カバー・バージョン

### ドナ・サマーによるカバー
1978年9月、アメリカの歌手ドナ・サマーは、ジョルジオ・モロダーとピート・ベロッテのプロデュースによる「マッカーサー・パーク」のディスコバージョンをシングルでリリースし、全米チャートにおいて同年11月11日から3週間にわたって1位を記録した。彼女は、この曲で第21回グラミー賞の最優秀女性ポップボーカルパフォーマンス賞にノミネートされた。また、この曲が収録されたアルバム『Live and More（邦題：ベスト・オブ・ドナ・サマー～ライヴ・アンド・モア）』はアメリカン・ミュージック・アワードの最優秀ディスコアルバム賞を受賞した。

### その他のアーティストによるカバー
- カーメン・マクレエ - 1968年のアルバム『The Sound of Silence』に収録。
- スタンリー・タレンタイン - 1968年のアルバム『The Look of Love』に収録。
- ラリー・カールトン - 1968年のアルバム『With a Little Help from My Friends』に収録。
- レイ・コニフ - 1968年のアルバム『Turn Around Look at Me』に収録。
- マーティン・デニー - 1968年のアルバム『Exotic Love』に収録。
- ウェイロン・ジェニングス&ザ・キンバリーズ - 1969年のアルバム『Country - Folk』に収録。この曲で第12回グラミー賞（最優秀カントリー・デュオ／グループ・パフォーマンス賞）を受賞。
- ヴィック・ダモーン - 1969年のアルバム『Vic Damone Live from Las Vegas』に収録。
- エイメン・コーナー - 1969年のアルバム『The National Welsh Coast Live Explosion * Company』に収録。
- フォー・トップス - 1969年のアルバム『The Four Tops Now!』に収録。
- ライザ・ミネリ - 1969年のアルバム『Come Saturday Morning』に収録。
- トニー・ベネット - 1970年のアルバム『Tony Sings the Great Hits of Today!』に収録。
- チェット・アトキンス&ジェリー・リード - 1970年のアルバム『Me & Jerry』に収録。
- グレン・キャンベル - 1970年のアルバム『The Glen Campbell Goodtime Album』に収録。
- ザ・ベンチャーズ - 1970年のアルバム『10th Anniversary Album』に収録。
- ザ・スリー・ディグリーズ - 1970年のアルバム『Maybe』に収録。
- アンディ・ウィリアムス - 1972年のアルバム『Love Theme from "The Godfather"』に収録。
- サミー・デイヴィスJr. - 1972年のアルバム『Sammy Davis Jr. Now』に収録。
- ディオンヌ・ワーウィック - 1972年のアルバム『From Within』に収録。
- ベガーズ・オペラ - 1972年のアルバム『Pathfinder』に収録。
- レターメン - 1973年のアルバム『"Alive" Again...Naturally』に収録。
- ジェームス・ラスト - 1974年のアルバム『Don't Let the Sun Go Down』に収録。
- トニー・クリスティ - 1975年のアルバム『Live』に収録。
- フランク・シナトラ - 1979年のアルバム『Trilogy: Past Present Future』に収録。
- マーサ三宅 & 前田憲男 - 1981年のアルバム『PORTRAIT to Sincerely yours』に収録。
- ペーター・ホフマン - 1982年のアルバム『Rock Classics』に収録。
- エレイン・ペイジ - 1985年のアルバム『Love Hurts』に収録。
- 布施明 - 1987年のアルバム『ドラマティックコンサート ～秋を着飾る以前に...詩～』に収録。
- ジャスティン・ヘイワード - 1989年のアルバム『Classic Blue』に収録。
- ウェイン・クレイマー - 1991年のアルバム『Death Tongue』に収録。
- ウィアード・アル・ヤンコビック - 1993年のアルバム『Alapalooza』に収録。「Jurassic Park」という曲名で改作されたパロディ。
- エイミー・スチュワート - 1994年のアルバム『Lady to Ladies』に収録。
- レジーン・ヴェラスケス - 1999年のアルバム『R2K』に収録。
- 小柳ゆき - 2000年のアルバム『Koyanagi the Covers PRODUCT 1』に収録。2012年に再レコーディングされ、シングルとしてリリース。
- ダイアナ・ロス&スプリームス - 2008年のアルバム『Let the Music Play: Supreme Rarities - 1960-1969 - Motown Lost & Found』に収録。
- ジミー・ウェッブ・フィーチャリング・ブライアン・ウィルソン - 2013年のアルバム『Still Within the Sound of My Voice』に収録。
- ナンシー・シナトラ - 2013年のアルバム『Shifting Gears』に収録。
- シャーリー・バッシー - 2014年のアルバム『Hello Like Before』に収録。
- ザ・ニール・モーズ・バンド - 2015年のアルバム『The Grand Experiment』に収録。